# Харавги (Кожани)
Харавги (грчки: Χαραυγή) је бивше насељено место у саставу општине Кожани, округ Кожани, у периферији Западна Македонија, Грчка.

## Име
Име Харавги, насеље носи од 1961. године. Пре тога село се звало Αμύγδαλα, Амигдала (1). До 1928. године село се звало Τζουμά, Дзума (2), изведено од турског имена села: Cuma, Џума.

## Географија
Село лежи у западном подножју планине Каракамен (Вермио).

## Историја

### Османско царство
У књизи „Етнографија Једренског, Битољског и Солунског вилајета“, издатој у Цариграду 1878. године, а која наводи статистике везане за мушко становништво одређених насеља 1873. године, наводи се да се село Џума налази у кази Џумали, има укупно 600 домаћинстава са 1.180 житеља муслимана (4).
Стефан Верковић у делу „Топографско-етнографске карактеристике Македоније“, пише о селу Џума:
"Пола сата западно од села Бајракли, налази се мухамеданско село Џума, подељено на два дела. Један део села се налази на брду, а други у пољу. У селу је 36 кућа са 105 нуфуза (пореских глава), који плаћају порез 3.800 пјастра. У селу се налазе 2 џамије и неколико извора питке воде. У близини села је место где се петком одржава пазар. (5)"
Службеник Бугарске егзархије Васил К'нчов (Васил Кънчов) у делу „Македонија. Етнографија и статистика“ 1900. године наводи да је Џума турско село у Кајларској кази са 850 становника Турака (3).
По подацима грчког конзулата у Еласони из 1904. године наводи да у селу Дзума живи 700 Турака (6).

### После Балканских ратова
У току Првог балканског рата, село ослобађа грчка војска, а уговорима после Другог балканског рата 1913. године, и поделе отоманске области Македоније, Џума улази у састав Краљевине Грчке. После Грчко-турског рата и договора о размени становништва село је потпуно напуштено. Турци се исељавају у Малу Азију, а на њихово место се досељавају грчки прогнаници из Турске.
По статистикама из 1928. године, село је чисто избегличко и има 299 прогнаних грчких породица са 1.256 становника (7). Исте 1928. године село мења име у Амигдала, а од 1961. године у Харавги.
Крајем 80.-тих и почетком 90.-тих година прошлог века, због проналаска великих количина угља село је измештено у непосредну близину града Кожана, и настаје ново насеље - Нови Харавги. По попису становништва из 2001. године данашње насеље - старо село Харавги има само 18 становника.